# Flushing, Ohio
Flushing är en ort i Belmont County i delstaten Ohio, USA.